# Armas Toivonen
Armas Adam Toivonen (ur. 20 stycznia 1899 w Halikko, zm. 12 września 1973 w Helsinkach) – fiński lekkoatleta, biegacz długodystansowy, medalista olimpijski i mistrz Europy.
Największe sukcesy odnosił w biegu maratońskim. Na igrzyskach olimpijskich w 1932 w Los Angeles zdobył brązowy medal w tej konkurencji, tracąc do zwycięzcy, Argentyńczyka Juana Carlosa Zabali 36 sekund (Toivonen uzyskał wówczas swój najlepszy wynik w karierze – 2:32:12, wynik ten przetrwał jako rekord Finlandii do 1946).
Na mistrzostwach Europy w 1934 w Turynie Toivonen zdobył złoty medal w biegu maratońskim z czasem 2:52:29. 

## Rekordy życiowe
- bieg na 5000 metrów – 14:58,5 (Göteborg, 15 września 1929)
- bieg na 10 000 metrów – 31:23,4 (Helsinki, 8 września 1929)
- bieg maratoński – 2:32:12 (Los Angeles, 7 sierpnia 1932)